# Wickenby Aerodrome

i7
i11
i13
Das Wickenby Aerodrome (ICAO-Code: EGNW) ist ein Flugplatz zwischen den Ortschaften Wickenby und Holton cum Beckering in der Grafschaft Lincolnshire, England. Wickenby Aerodrome hat eine CAA-Lizenz für Passagier- und Schulflüge unter Tagflugbedingungen.

## Geschichte

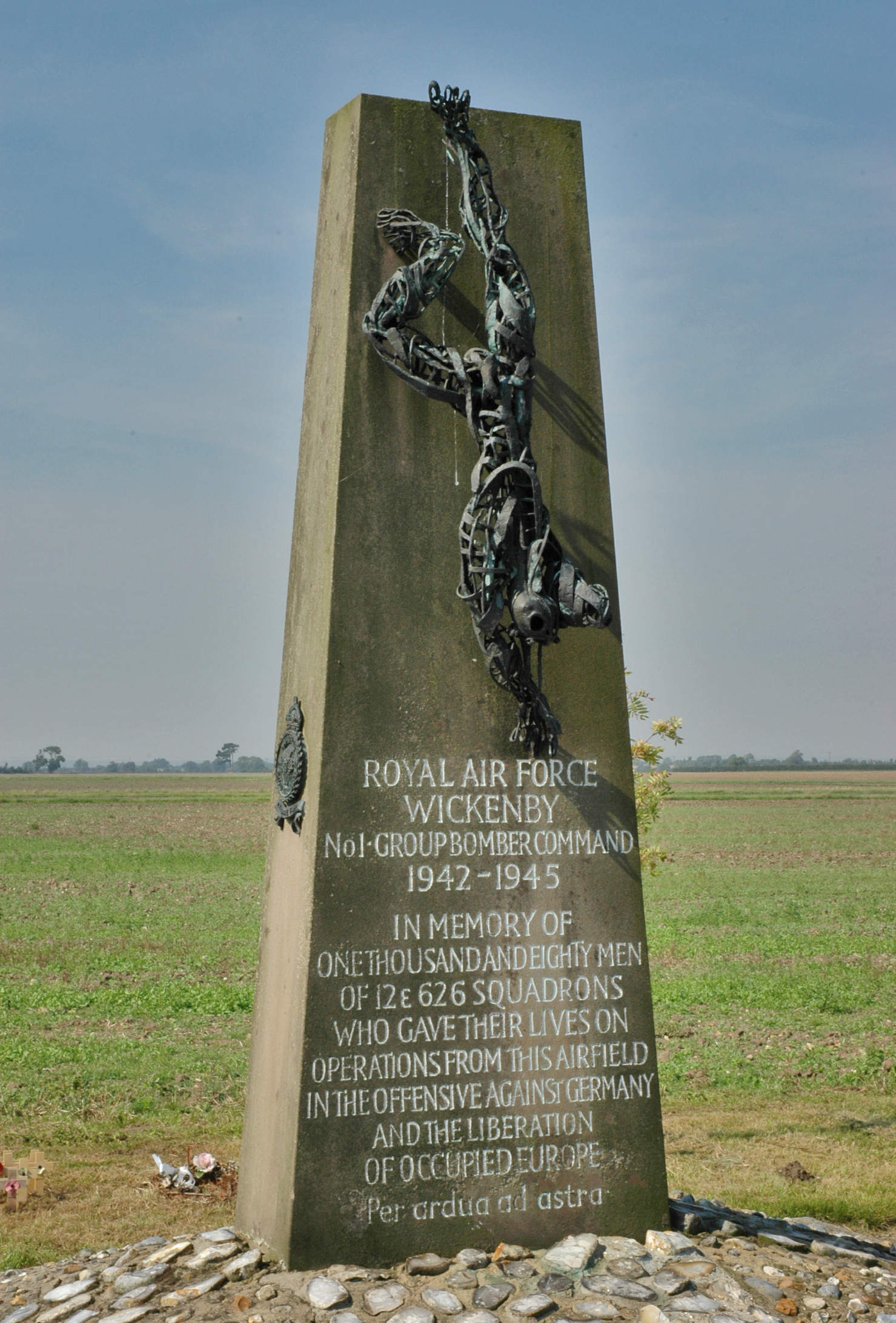
RAF Wickenby Memorial, 2005

### RAF Wickenby
Das heutige Aerodrome liegt im nordöstlichen Bereich eines ehemaligen Militärflugplatzes der Royal Air Force, der während des Zweiten Weltkrieges und in der Nachkriegszeit als Royal Air Force Station Wickenby (kurz RAF Wickenby)  bezeichnet wurde. Nach knapp einjähriger Bauzeit wurde die Station mit drei bis zu 1800 m langen Start- und Landebahnen als Station des Bomber Command eröffnet. Der erste Nutzer wurde die 12. Squadron, die hier bis zum Kriegsende stationiert blieb. Sie kam mit Wellington ausgerüstet aus RAF Binbrook, rüstete jedoch noch Ende 1942 auf die Lancaster um. Ab Ende 1943 lag hier als zweite Bomber-Staffel die 626. Squadron. Bei über 300 Einsätzen gingen 166 Bomber verloren, hinzu kamen 30 Unfälle. Nach Kriegsende endete der Flugbetrieb mit der Lancaster und nach einem kurzen Intermezzo einer Mosquito-Staffel, der 109. Squadron, endete der militärische Flugbetrieb Ende 1945. Die Konversion in zivile Verwendungen erfolgte in den 1960er Jahren, wobei ein Teil des Geländes an die früheren Eigentümer rückübertragen wurde und ein anderer in einen kleinen zivilen Flugplatz umgewandelt wurde.